# Кросін
Кросін (пол. Krosin) — село в Польщі, у гміні Полаєво Чарнковсько-Тшцянецького повіту Великопольського воєводства.
Населення — 666 осіб (2011).
У 1975-1998 роках село належало до Пільського воєводства.

## Демографія
Демографічна структура станом на 31 березня 2011 року:
|          | Загалом | Допрацездатний вік | Працездатний вік | Постпрацездатний вік |
| -------- | ------- | ------------------ | ---------------- | -------------------- |
| Чоловіки | 345     | 79                 | 242              | 24                   |
| Жінки    | 321     | 77                 | 174              | 70                   |
| Разом    | 666     | 156                | 416              | 94                   |